# Distrito de Kushinagar
Kushinagar (en hindi; कुशीनगर जिला) es un distrito de India en el estado de Uttar Pradesh. Código ISO: IN.UP.KU.
Comprende una superficie de 2 873 km².
El centro administrativo es la ciudad de Padarauna. Dentro del distrito se encuentra la localidad de Hata.

## Demografía
Según censo 2011 contaba con una población total de 3 560 830 habitantes.